# いそがし

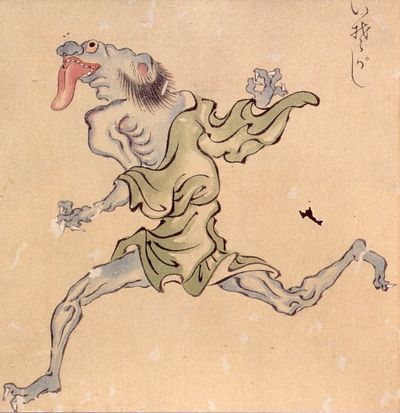
熊本県八代市の松井文庫所蔵品『百鬼夜行絵巻』より「いそがし」

鳥取県境港市・水木しげるロードに設置されている「いそがし」のブロンズ像。

いそがしは、熊本県八代市の松井文庫が所蔵する妖怪絵巻『百鬼夜行絵巻』（1832年）などに描かれている日本の妖怪。

## 概要
絵巻には名前と絵のみが描かれているだけで解説文などは一切なく、どのような妖怪かは述べられていない。おなじく江戸時代に描かれた絵巻物『百物語化絵絵巻』（1780年）でも同様の格好をした妖怪がいそがしとして描かれている。妖怪研究家・村上健司は絵巻のみの妖怪としている。
デザイン上は室町時代の『百鬼夜行絵巻』（真珠庵所蔵）などに描かれている妖怪のひとつ（舌を出した顔を仰向け、着物を肩脱ぎに来て両手をひろげている妖怪）がモデルとなっており、鳥山石燕は同じ妖怪を『百器徒然袋』で「天井嘗」のモデルとして描いている。

## 憑物「いそがし」
漫画家・水木しげるは漫画『妖怪博士の朝食』（妖怪変化シリーズ）において、人に憑依する憑物という役割で、この「いそがし」を登場させている。漫画での水木の設定によれば、人間がこの妖怪に憑依されると、やたらに落ち着きがなくなるとされる。しかし不快な気分ではなく、忙しく動き回ることで、なぜか安心感に浸ることができ、逆におとなしくしていると、何か悪さをしているような気持ちになってしまうという。